# Joachim Friedrich Gotthelf von Zezschwitz

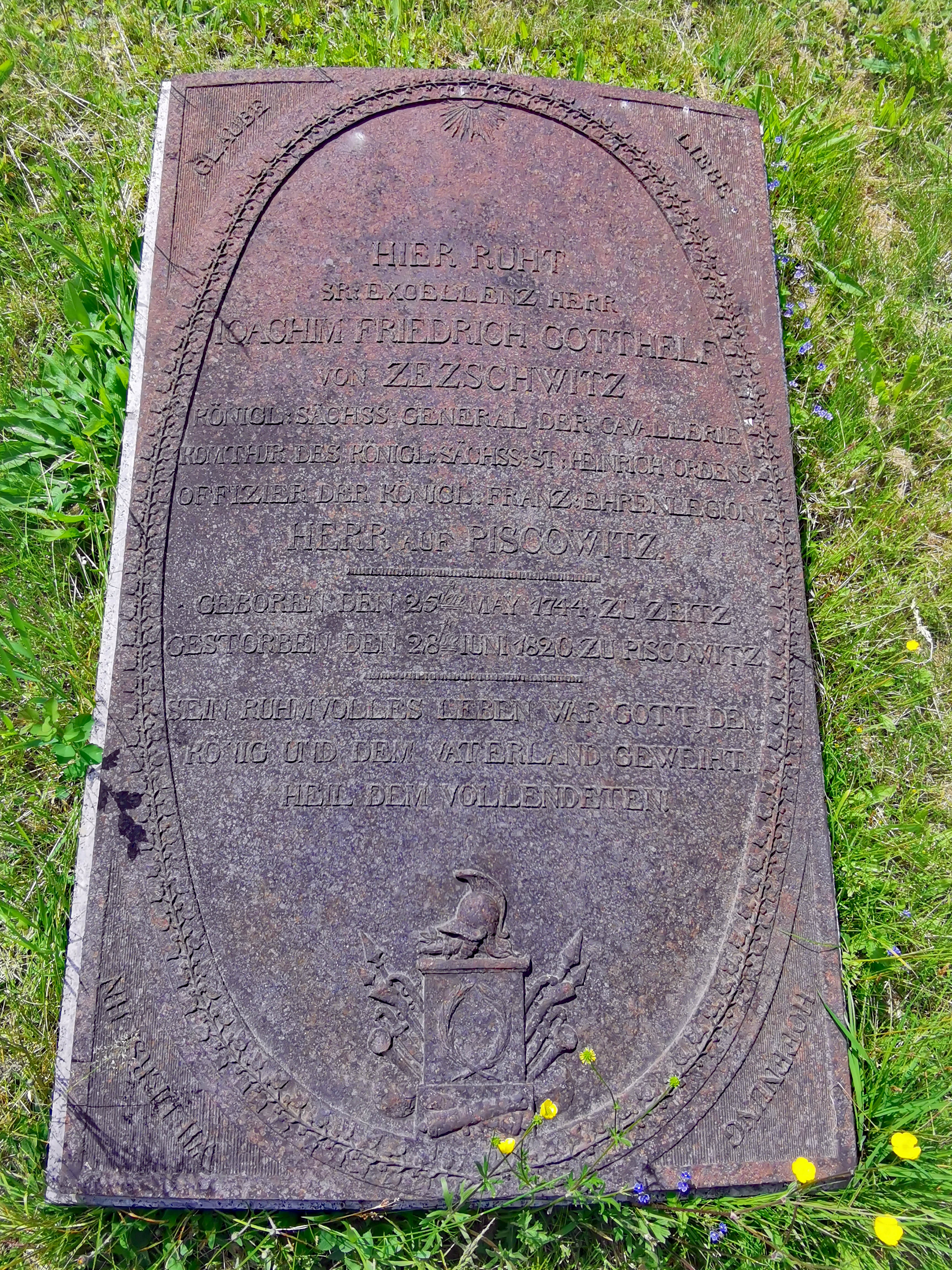
Gusseiserne Grabplatte für Joachim Friedrich Gotthelf von Zezschwitz auf dem Kirchhof von Oßling

Joachim Friedrich Gotthelf von Zezschwitz (* 5. Mai 1740 in Piskowitz bei Kamenz; † 28. Juni 1820 ebenda) war ein sächsischer General der Kavallerie.

## Leben
Er war der jüngere Bruder und Nachfolger des ebenfalls sächsischen Generals der Kavallerie Hans Gottlob von Zezschwitz und stammte aus dem meißnischen Uradelsgeschlecht Zezschwitz.
Zezschwitz wurde 1758 Premierleutnant beim Kürassierregiment „Graf Vitzthum“. Am Bayerischen Erbfolgekrieg nahm er im Regiment „von Benkendorff“ teil. 1786 wurde er als Oberst zum Generaladjutant des Kurfürsten Friedrich August III. ernannt. 
1789 erhielt er das Kommando über das Chevaulegers-Regiment „Prinz Karl von Kurland“, 1792 wurde er zum Generalmajor befördert und Chef der Carabiniers-Regiments. In den Jahren 1795/96 befehligte er am Rhein die sächsische Kavallerie, wurde 1800 zum Generallieutenant und stand im Herbstfeldzug 1806 unter dem Oberbefehl seines Bruders wiederum an der Spitze der sächsischen Reiterei.
Bei der Mobilmachung zum Kampf gegen Österreich im Jahre 1809 wurde ihm das Kommando des 16.500 Mann starken sächsischen Kontingents übertragen, welches zum 9. Corps der französischen Armee unter dem Marschall Bernadotte, Fürst von Pontecorvo, gehörte. Neben seinen Obliegenheiten als höchster Offizier der Hilfstruppe führte er das Kommando der 1. der beiden sächsischen Divisionen, zu denen noch eine schwache französische trat. Die Leistungen der Sachsen in der Schlacht bei Wagram am 5. und 6. Juli trugen ihm Bernadotte's hohe Anerkennung ein, Napoleon gestand ihren Wert nur widerwillig zu. 
Bei der 1810 vorgenommenen Neugestaltung des sächsischen Heeres wurde er als General der Kavallerie auf Wartegeld gesetzt und 1815 pensioniert. Er starb 1820 unvermählt an seinem Geburtsort.

## Ehrungen
Zezschwitz' Verdienste wurden durch die Verleihung des Ritter- sowie des Kommandeurkreuzes des Militär-St.-Heinrichs-Ordens am 10. August 1796 bzw. am 4. August 1809 gewürdigt. Er war außerdem Ritter der Ehrenlegion. 